# Institut Pythéas
L'Institut Pythéas est l'Observatoire des sciences de l'univers de l'université d'Aix-Marseille. 
Il a remplacé en 2012 l'observatoire astronomique de Marseille-Provence qui regroupait le Laboratoire d'astrophysique de Marseille (LAM), l'observatoire de Haute-Provence (OHP) et le département Gassendi.
Son nom est une référence à Pythéas, astronome et explorateur des mers du nord de l'Europe, originaire de Massalia, l'antique Marseille.